# Тромс
Тромс (норв. Troms) је округ у северном делу Норвешке. Управно седиште округа је град Тромсе, а значајан је и град Харстад.
Површина округа Тромс је 25.869,69 km², на којој живи око 160 хиљада становника.
Грб Тромса потиче из 1960. године и на њему се налази грифон.

## Положај и границе округа
Округ Тромс се налази у северном делу Норвешке и граничи се са:
- север и запад: Северно море,
- исток: округ Финмарк,
- југоисток: Финска,
- југ: Шведска,
- југозапад: Округ Нордланд.

## Природни услови
Тромс је приморски округ. Округ је махом планински, посебно у северном делу. У приобалном делу има нешто низијских крајева.
Округ излази на Северно море. Обала је веома разуђена, са мноштвом залива, малих острва и полуострва. Округу делом припадају и позната Лофотска острва, а друга већа су: Тусеја, Солтиндан, Финснес. У округу постоји и много језера, од језера је највеће Алтеватнет.

## Становништво
По подацима из 2010. године на подручју округа Тромс живи близу 160 хиљада становника, већином етничких Норвежана. У источном делу живи лапонска мањина.
Округ последњих деценија бележи благо повећање становништва. У последњих 3 деценије повећање је било за приближно 8%.
Густина насељености - Округ има густину насељености је око 6 ст./км², што је двоструко мање од државног просека (12,5 ст./км²). Приобални део округа на северозападу је много боље насељен него планински део на југоистоку.

## Подела на општине
Округ Тромс је подељен на 25 општина (kommuner).